# دهستان کوه‌پناه
دهستان کوه‌پناه یکی از دهستان‌های استان مرکزی است که در بخش مرکزی شهرستان تفرش واقع شده است.
روستاهای تابع آن عبارتند از: دارستان ،سربند ،سفیداب ،سفیدشبان ،شهراب ،شاهواروق ،کشه ،کنگران